# Утукок
Утукок (англ. Utukok River) — крупная река на северо-западе штата Аляска, США.
Берёт начало в горах Де-Лонг (западная окраина хребта Брукса) при слиянии ручьёв Когрук и Тупик; течёт преимущественно в северном, северо-восточном и северо-западном направлениях. Впадает в лагуну Касегалук, отделённую от Чукотского моря группой барьерных островов. Устье реки находится в 32 км к юго-западу от мыса Айс-Кейп. Длина реки Утукок составляет 362 км.
Слово Utoqaq означает «старый» или «древний» и является инуитским названием мыса Айс-Кейп. Название реки впервые упоминает русский морской офицер Лаврентий Алексеевич Загоскин в 1847 году. В отчёте Национальной геодезической службы США 1899 года название реки упоминается как «Ootokok River».